# Dunmore Town
Dunmore Town är en ort på ön Harbour Island i Bahamas.   Den ligger i distriktet Harbour Island, i den nordöstra delen av landet, 90 km nordost om huvudstaden Nassau. Dunmore Town ligger 18 meter över havet och antalet invånare är 1 523.
Terrängen runt Dunmore Town är mycket platt. Havet är nära Dunmore Town åt nordost. Trakten är glest befolkad. Dunmore Town är det största samhället i trakten. 